# 파라과이한글학교
파라과이한글학교(스페인어: Colegio Coreano del paraguay)는 파라과이의 수도 아순시온시 에 위치한 한국인 학교이며, 대한민국의 해외 학교이다. (개교: 1976년 3월 26일)
파라과이 한인 동포들은 어려운 이민생활 속에서도 설립 취지에 변함없이 50여 년간 2세 교육에 힘을 쏟아 좋은 성과를 얻고 있는데 이는 세계 어느 동포 사회에 내놓아도 전혀 손색이 없다. 주파라과이한국학교의 경우 남미 최초로 대한민국 정부로부터 정규학교 인가를 얻었는가 하면, 재파라과이한글학교는 시설 인프라, 학사과정, 교사들의 열정과 헌신 등으로 재외우수사례 한글학교로 꼽히고 있다.
매주 토요일, 유치원생부터 고등학생까지의 재외국민 학생 또는 현지인을 대상으로 수업 및 교육활동이 이뤄지고 있다.
학교 설립시의 교육목적은 이민자 자녀들이 현지 사회에 잘 적응하고 진출하도록 돕는 것이었으므로 현지사회 교육제도를 채택하여 교육하되 한국인으로서의 긍지와 정체성을 유지토록 하는 것을 목표로 시작했으나, 이민 역사가 길어지면서 현재는 현지에서 태어나는 2세, 3세들과 다문화 가정 자녀의 정체성 확립 및 인성함양, 또 한류의 열풍과 한국에 대한 관심으로 한국어 및 한국문화를 배우고자 하는 현지인들에게 한국의 문화를 교육하는 것으로 점차 그 영역이 확장되고 있다.